# Морула, Лебоханг
Лебоханг Гиба Морула (англ. Lebohang Ghiba Morula; род. 18 декабря 1966, Бритс, Северо-Западная провинция, ЮАР), также иногда используется вариант написания имени Лебоганг (англ. Lebogang) — южноафриканский футболист, участник чемпионата мира 1998 года.

## Карьера

### Клубная карьера
Морула начинал свою профессиональную карьеру в «Джомо Космос» из ЮАР. В 1995 году вместе с другим южноафриканским игроком Тебохо Молои заключил контракт по принципу «как играешь — так и получаешь» с колумбийским «Онсе Кальдасом». Свой первый матч за новую команду он провёл против «Депортес Киндио», став первым африканским футболистом в чемпионате Колумбии. Однако, игрока не устраивал предложенный контракт, который зависел от проведённых на поле игр, и он покинул «Онсе Кальдас», отыграв в его составе лишь 20 минут.
В 1996 году Морула переехал в Перу для выступлений за местный клуб «Аурич-Каньянья», который возглавлял Аугусто Паласиос, тренировавший когда-то команды из ЮАР. По результатам сезона 1996 команда вылетела из высшего дивизиона и футболист её покинул.
В 1997 Морула вернулся в «Джомо Космос» и смог отличиться, забив гол в матче Кубка Лиги ЮАР против «Амазулу». В декабре того же года перешёл в турецкий «Ванспор». В течение сезона 1997/1998 турецкой Суперлиги он вышел на поле 16 раз, забив один мяч в ворота «Коджаэлиспора», однако команда заняла последнее место и вылетела в Первую лигу, а Морула вернулся в «Джомо Космос» в качестве играющего тренера, где и закончил свою карьеру в 2001 году.

### Карьера в сборной
Во время игры за «Аурич-Каньянья» Морула получил перуанское гражданство, однако решил выступать за сборную ЮАР. В футболке национальной команды он вышел лишь однажды — 6 июня 1998 года в товарищеском матче против Исландии. Также был включён в заявку южноафриканцев на чемпионат мира 1998 года, однако на поле так ни разу и не появился.

## Личная жизнь
Морула несколько раз арестовывался за совершение различных преступлений, как то: угон грузового автомобиля, взлом банкомата, вооружённые ограбления.
В 2014 году во время второй свадьбы Лебоханга мать и братья невесты попытались остановить бракосочетание, заявив, что законная жена Морулы, находящаяся на смертном одре, всё ещё жива, и что эта свадьба будет проклята. Той же ночью Лебоханга ударили прикладом пистолета. По одной из версий, это совершил бывший бойфренд невесты.